# Astrid Flemberg-Alcalá
Astrid Flemberg-Alcalá (född 1946 i Norrköping) är en svensk författare. Hon utbildade sig till sjuksköterska och erfarenheterna därifrån inspirerade romanen "Causa socialis". Hon är gift med författaren Jesús Alcalá.